# Янковський Ігор Ростиславович
Янковський Ігор Ростиславович (рос. Янко́вский И́горь Ростисла́вович; нар. Ленінабад, Ленінабадська область, Таджицька РСР, СРСР — 26 січня 2025, Москва, Росія) — радянський і російський актор, медіаменеджер. Кандидат політичних наук. Син народного артиста СРСР Ростислава Янковського, племінник народного артиста СРСР Олега Янковського.

## Біографія
Народився 29 квітня 1951 року в Ленінабаді в сім'ї актора Ростислава Івановича Янковського (1930—2016) та вчительки географії, Ніни Давидівни Чеїшвілі.
Закінчив театральне училище ім. Б. В. Щукіна у 1974 році. У 1974—1992 роках працював у Московському драматичному театрі на Малій Бронній.
У 1973 році дебютував у кіно, знявшись у фільмі «Це сильніше за мене». Здобув широку популярність після того, як виконав роль Джеральдіна-молодшого в телесеріалі про пригоди принца Флорізеля за мотивами повістей Стівенсона. Загалом зіграв ролі у більш ніж 40 фільмах та серіалах. Виконав головні ролі у фільмах «Кольє Шарлотти», «Дурні вмирають по п'ятницях», «Сповідь утриманки».
З 1992 року працював у рекламному бізнесі. Академік Російської академії реклами.
З 19 вересня по 28 листопада 2001 року вів телевізійну гру «Жадібність» на каналі НТВ.
У рекламному бізнесі з 1992 року, як співзасновник та керівник комунікаційної групи «Максима».
З 2004 року — співзасновник та керівник агентства «Рекламний картель».
З 1996 по 2011 рік — президент Московського міжнародного фестивалю реклами.
З 2004 по 2006 — президент Асоціації комунікаційних агентств Росії (АКАР).
Дружина — Евелін Мотл, уродженка Німеччини. У шлюбі народилося двоє дітей. Дочка Анна-Марія закінчила МДІМВ. Син Денис — ресторатор та арт-директор.

### Хвороба та смерть
Переніс онкологічне захворювання. 8 січня 2025 року був госпіталізований з діагнозами: двостороння пневмонія, набряк легень та мозку. Помер 26 січня 2025 року у віці 73 років від ускладнень на фоні цирозу печінки у реанімаційному відділенні московської лікарні. Церемонія прощання відбулася 30 січня у Центральному Будинку кіно. Похований на Троєкурівському цвинтарі.

## Вибрана фільмографія

### Кіно
| Рік  |    | Українська назва                               | Оригінальна назва                                       | Роль                                                                             |
| ---- | -- | ---------------------------------------------- | ------------------------------------------------------- | -------------------------------------------------------------------------------- |
| 1973 | ф  | Це сильніше за мене                            | рос. Это сильнее меня                                   | Іван / рос. Иван                                                                 |
| 1975 | ф  | Сторінки журналу Печоріна                      | рос. Страницы журнала Печорина                          |                                                                                  |
| 1976 | ф  | Колискова для чоловіків                        | рос. Колыбельная для мужчин                             | Сева / рос. Сева                                                                 |
| 1977 | ф  | Золота міна                                    | рос. Золотая мина                                       | Олег Торчинський, завідувач взуттєвим відділом / рос. Олег Николаевич Торчинский |
| 1978 | ф  | Однофамілець                                   | рос. Однофамилец                                        | Саша Зубаткін («Сандрич») / рос. Саша Зубаткин (Сандрик)                         |
| 1979 | ф  | Клуб самогубців, або Пригоди титулованої особи | рос. Клуб самоубийц, или Приключения титулованной особы | Джеральдін-молодший / рос. Джеральдин-младший                                    |
| 1980 | тф | Червоне поле                                   | рос. Красное поле                                       | Степан в юності / рос. Степан в юности                                           |
| 1981 | ф  | На початку гри                                 | рос. В начале игры                                      | Діма Селіванов / рос. Дима Селиванов                                             |
| 1982 | ф  | Одружений парубок                              | рос. Женатый холостяк                                   | Сергій Горєлов / рос. Сергей Горелов                                             |
| 1982 | ф  | Подорож буде приємною                          | рос. Путешествие будет приятным                         | Андрій / рос. Андрей                                                             |
| 1983 | ф  | Озирнись                                       | рос. Оглянись                                           | Роберт Миколайович, рідний батько Віктора / рос. Роберт Николаевич               |
| 1984 | ф  | Час і сім'я Конвей                             | рос. Время и семья Конвей                               | Джералд Торнтон в юності / рос. Джералд Торнтон                                  |
| 1984 | тф | Кольє Шарлотти                                 | рос. Колье Шарлотты                                     | Віктор Корабльов, фарцовщик / рос. Виктор Кораблев                               |
| 1985 | ф  | Дикий хміль                                    | рос. Дикий хмель                                        | Броніслав Александров, письменник / рос. Бронислав Александров                   |
| 1988 | ф  | Пілоти                                         | рос. Пилоты                                             | радянський полковник / рос. советский полковник                                  |
| 1988 | ф  | Презумпція невинності                          | рос. Презумпция невиновности                            | зустрічаючий на вокзалі / рос. встречающий на вокзале                            |
| 1990 | ф  | Дурні вмирають по п'ятницях                    | рос. Дураки умирают по пятницам                         | Анатолій Ткачов, він же Бугор / рос. Ткачев Анатолий                             |
| 2002 | ф  | У русі                                         | рос. В движении                                         | видавець / рос. издатель                                                         |

### Телебачення
| Рік       |   | Українська назва                          | Оригінальна назва                          | Роль                                                         |
| --------- | - | ----------------------------------------- | ------------------------------------------ | ------------------------------------------------------------ |
| 1975—1975 | с | Слідство ведуть ЗнаТоКі. Удар у відповідь | рос. ледствие ведут ЗнаТоКи. Ответный удар | Юрій Моральов, приймальник утильсировини / рос. Юрий Моралёв |
| 1978—1978 | с | Голубка                                   | рос. Голубка                               | Геннадій Петрович Мухін / рос. Гена Мухин                    |
| 1980—1980 | с | Атланти і каріатиди                       | рос. Атланты и кариатиды                   | Вадим Кулагін / рос. Вадим Кулагин (2 серії)                 |
| 1983—1983 | с | Прискорення                               | рос. Ускорение                             | Карналь в юності / рос. Карналь в юности                     |
| 1995—1995 | с | Єралаш                                    | рос. Ералаш                                | Ігор Миколайович / рос. Игорь Николаевич (1 серія)           |

## Премії, нагороди
- Лауреат премії «Медіаменеджер Росії» 2002 року у спеціальній номінації «За особливі досягнення в розвитку медіабізнесу»[15].
- Один з кращих менеджерів Росії в категорії «Професійні послуги» — спільний проект Асоціації менеджерів Росії та ВД «Комерсант» «Топ-1000 російських менеджерів» у 2007 році[16].